# Игуман Лазар (Цветичанин)
Лазар (световно Слободан Цветичанин; Кузмин код Сремске Митровице, 11. фебруар 1995) јеромонах је Српске православне цркве и старешина Манастира Врдника.

## Биографија
Јеромонах Лазар (Цветичанин) рођен је 11. фебруара 1995. године у селу Кузмин код Сремске Митровице, од побожних и честитих родитеља земљорадника. Основну школу завршио је у Кузмину. Приликом крштења је добио име Слободан.
Завршио је Шумарску школу у Сремској Митровици, 2013. године. У Манастир Врдник код Ирига, на Фрушкој гори, долази исте 2013. године. Замонашен је 2. јула 2017. године у Манастиру Врднику, од стране епископа сремскога Василија Вадића, добивши монашко име Лазар.
Рукоположен је у чин јерођакона 19. новембра 2017. године у Врднику, од стране епископа сремскога Василија, а у чин јеромонаха 2018. године у Српској православној цркви Светих Кузмана и Дамјана у Кузмину.
После упокојења старешине Манастира Врдника, игуманије мати Анастасије Поповић, 27. марта 2022. године а благословом епископа сремскога Василија изабран је за старешину Манастира Врдника где је и данас.